# Prosopagnosie
 Mise en garde médicale
La prosopagnosie est un trouble de la reconnaissance des visages, distinct de la prosopamnésie. C'est une agnosie visuelle spécifique rendant difficile ou impossible l'identification des visages humains. Le sujet prosopagnosique est contraint à l'usage de subterfuges cognitifs pour reconnaitre les personnes autour de lui, comme l'identification visuelle par l'allure générale (démarche, taille, corpulence) ou à des détails (vêtement familier, coiffure, barbe, tache de naissance, lunettes) ou des indices multisensoriels (voix, odeur, poignée de main, etc.).
Le mot est composé du grec πρόσωπον / prósôpon (« visage »), α / a- (préfixe privatif) et γνῶσις / gnôsis (« reconnaissance »).
La prosopagnosie se manifeste chez les sujets atteints par une incapacité à reconnaître et différencier les visages familiers tels que ceux de leurs proches, amis et parfois même leur propre visage. Les sujets atteints de cette pathologie sont capables de voir, mais pas de reconnaître. Leur acuité visuelle est normale, ils sont capables de décrire en détail un visage familier, mais n’y associent pas d’identité.

## Historique et prévalence
La première description de la prosopagnosie acquise est rapportée par deux ophtalmologistes italiens, Antonio Quaglino et Giambattista Borelli en 1867. Le neurologue allemand Joachim Bodamer (de) en fait une première étude en 1947. Il publie une description détaillée de deux soldats qui sont incapables de reconnaître des visages familiers après des lésions cérébrales survenues pendant la guerre. Une forme pédiatrique est décrite en 1995 par une neurologue anglaise, Helen McConachie,.
Le développement des études scientifiques est facilité par l’essor des techniques d'imagerie.
La proportion de la population mondiale atteinte de cette pathologie n'est pas connue. Le seul chiffre disponible concernant la prévalence de la prosopagnosie est celui d'une étude allemande, qui a estimé sur la base d'un échantillon dans une université allemande que 2,5 % de sujets étaient atteints.
Malgré cette prévalence, le trouble reste largement méconnu. Beaucoup de personnes concernées ignorent leur condition, ayant développé des stratégies de compensation depuis l’enfance. Ce camouflage involontaire contribue à l’invisibilité sociale de la prosopagnosie.

## Formes
Il existe principalement deux types de prosopagnosie :
- la prosopagnosie innée, aussi appelée développementale, qui correspond vraisemblablement à un défaut de développement du processus de reconnaissance des visages, sans lésions sous-jacentes. Certains auteurs comme Kennerknecht et al. évoquent la possible intervention d’un facteur génétique. Plus précisément, ces individus sont dans l’incapacité d’associer un visage à une personne. Déjà dans la petite enfance, ils ne reconnaissent pas leurs proches, en n’associant pas un visage à un signe distinctif particulier, propre et unique à une personne ;
- la prosopagnosie acquise, avec comme principal signe une perte de la faculté de reconnaissance des visages, qui résulte d'une lésion cérébrale. La cause première d’apparition de ces lésions, comptant pour 40 % des cas, est un accident vasculaire cérébral (AVC) ischémique (déficit d’approvisionnement sanguin en oxygène et sucre, ou ischémie) dans le territoire cérébral alimenté par l’artère cérébrale postérieure. La deuxième cause de lésion, en fréquence, est le traumatisme crânien (environ 20 %). D’autres causes sont moins fréquentes : hématomes cérébraux (AVC hémorragiques, 11 %), causes infectieuses comme les encéphalites virales (9 %), les tumeurs cérébrales (6 %). Les crises épileptiques (5 %) peuvent provoquer des lésions favorisant l’apparition de la pathologie. La maladie peut également être associée à des troubles mentaux, tels que les troubles de l'identité ou le dédoublement de personnalité. La prosopagnosie peut aussi prendre une forme dite progressive, se manifestant par une perte graduelle de la reconnaissance des visages. Elle est souvent associée à un processus neurodégénératif et, pour Gainotti (2007), elle est apparentée à une forme de démence sémantique.

## Sous-formes de la prosopagnosie
Si on considère que le traitement précoce des informations permettant l’analyse des visages est préservé chez certains sujets mais pas chez d’autres, on est amené à penser qu’il existe différentes formes de prosopagnosie.
1. La prosopagnosie aperceptive : elle se caractérise par une défaillance de l’analyse structurale des visages, empêchant l’élaboration d’un percept susceptible d’activer une unité de reconnaissance faciale.
2. La prosopagnosie associative, dans laquelle l’accès aux processus de reconnaissance dysfonctionne. Dans ce cas, il y aurait vraisemblablement une construction correcte de la représentation structurale, mais celle-ci serait dans l’incapacité d’activer un registre de traitement nécessaire à l’accès aux informations sémantiques.

## Cadre théorique
Il existe un cadre théorique permettant l’analyse des différents processus impliqués dans l’identification des visages. Bruce et Young introduisent en 1986 l’un des modèles théoriques les plus influents, dans lequel ils postulent que le traitement des visages se réalise de manière sérielle, selon trois étapes :
1. La première étape se caractérise par une analyse structurale de l’ensemble du visage, ce qui conduit à la formation d’un « percept » basé sur les dimensions et les rapports entre les traits faciaux ;
2. La seconde étape permet un appareillement de ce percept aux unités de reconnaissances faciales ou URF ;
3. Dans un troisième temps, l’individu accède aux informations sémantiques relatives à l’identité de la personne, dans le cas où celle-ci est connue.

On estime que les étapes de traitement des images perçues des visages sont perturbées chez les patients prosopagnosiques. Le dysfonctionnement pourrait résider soit dans l’étape initiale du traitement, dès l’analyse structurale du visage, soit dans l’étape plus tardive, rendant impossible l’accès aux unités de reconnaissance faciale ou aux informations sémantiques. Ces hypothèses ont été analysées par des études utilisant des tâches de traitement d’appareillement de visages non familiers ou exprimant diverses émotions, présentés sous différents angles et éclairage. Toutefois, à nouveau les résultats divergent, tout comme les avis des chercheurs. Certains établissent que les mécanismes généraux du traitement des visages ne sont pas affectés, puisque les sujets prosopagnosiques de l’étude semblent être capables d’estimer l’âge, de distinguer le sexe du faciès, d’en juger l'expression, et d’appareiller différentes vues d’un même visage. D’autres chercheurs rapportent le contraire, en montrant que certains sujets atteints présentent des déficiences dans le traitement général des visages, ne distinguant ni le sexe ni l’âge ni les émotions.

## Localisation cérébrale
Les données développées dans ce paragraphe sont issues de travaux de la littérature scientifique. Les études analytiques de patients atteints de prosopagnosie montrent que plus de la moitié d’entre eux présentent des lésions cérébrales bilatérales (des deux hémisphères cérébraux). Mais les avis divergent : certains auteurs parlent de bilatéralité univoque, alors que d’autres estiment qu'une lésion unilatérale suffit pour qu'apparaisse le trouble. Une des raisons pouvant expliquer le débat est la symétrie cérébrale. En effet, la mise en place de cette symétrie ne suit pas de règles précises et dépend généralement de la latéralisation du sujet.
Qu’il s’agisse de lésions unilatérales ou bilatérales, ce sont les lobes temporaux et occipitaux qui sont les plus fréquemment touchés, tandis que les lobes frontaux et pariétaux semblent beaucoup moins touchés. Par ailleurs, il ressort de la littérature que ce sont les lésions droites et plus particulièrement situées dans les lobes temporal et occipital qui provoqueraient l’apparition des troubles. En effet, le lobe pariétal comprend certaines aires corticales composées de neurones liés aux processus mnésiques ainsi que de neurones dédiés à la reconnaissance d’objets associés, tels que les visages. Des lésions des aires visuelles de V4 (selon la topographie de Brodman) semblent provoquer la pathologie. Une étude réalisée en 1991 par J. Sergent a permis de révéler l’intervention de structures cérébrales particulières dans la pathologie. Grâce à la tomographie par émission de positons (TEP), la chercheuse française a découvert que les gyrus fusiforme et lingual droits situés dans le lobe temporal doit, ainsi que la partie antérieure des lobes temporaux sont activés lors de la présentation d’un stimulus facial. D’autres études ont permis de découvrir que le gyrus occipital inférieur serait fréquemment touché en cas de prosopagnosie.

En rouge, l'aire fusiforme des visages

Ces régions cérébrales hébergent notamment certaines zones fonctionnelles primordiales qui interviennent dans la reconnaissance des visages : « fusiforme face area » (FFA, ou aire fusiforme des visages), zone du gyrus fusiforme, « occipital face area » (OFA, ou aire occipitale des visages), zone du gyrus occipital inférieur. Lors d'études par imagerie cérébrale d'activation (IRM fonctionnelle), la reconnaissance d’un visage semble activer préférentiellement la FFA et la OFA de l’hémisphère droit. Il semble logique qu'une lésion d’une de ces deux zones entraîne l’apparition de la prosopagnosie. On retiendra qu’il est plus fréquent d’observer une prosopagnosie associée à une lésion de l’hémisphère droit qu’à une lésion unique de l’hémisphère gauche.
En 2013, une équipe de chercheurs de l'université Ben Gourion du Néguev trouve, grâce à l'IRM fonctionnelle, que les personnes souffrant de prosopagnosie congénitale présentent une diminution de l'activation de la partie antérieure temporale droite du cortex cérébral, en particulier pour la zone impliquée dans la reconnaissance des visages connus, ainsi qu'une connectivité endommagée entre cette partie antérieure temporale et la zone centrale ; l'activation de la zone centrale (thalamus, pont, cervelet, moelle, formation réticulée) est normale en présence de stimuli visuels ; l'activité de l'amygdale, région impliquée dans la reconnaissance et l'évaluation des stimuli émotionnels, et ses relations avec la zone centrale sont intacts.

## Hypothèses explicatives
Il faut identifier les mécanismes cognitifs à l’origine des dysfonctionnements observés chez les patients prosopagnosiques. Plusieurs hypothèses s'opposent, mais l'une d’entre elles est largement répandue, qui suppose que la prosopagnosie découlerait d’un déficit de traitement holistique. D’autres hypothèses sont apparues relativement récemment, mettant en cause une possible atteinte de la perception des distances, ou encore une atteinte des traitements visuels. Le courant de pensée « holistique » né à la fin du XIXe siècle considère que la perception sensorielle d’une entité globale est qualitativement différente de la somme des perceptions individuelles de chacune de ses composantes.
Dans les publications scientifiques, une tendance s’est largement répandue pour expliquer la prosopagnosie en termes de déficit d’intégration de composants locaux en un tout indissocié. En effet, des auteurs tel Galton (1883) considèrent que les traits du visage ne sont pas représentés et perçus de façon indépendante, mais intégrés dans une représentation perceptive globale. Certaines études en IRMf par présentation de visages inversés montrent la présence « d’inversions » pour les visages au niveau de l'aire fusiforme des visages (et dans une moindre mesure au niveau du lobe occipital). Ceci va dans le sens d’un processus de codage holistique dans cette région (Angélique Mazard et al., 2006)[source insuffisante]. Ces preuves sont cependant indirectes, étant donné que l’inversion haut-bas du stimulus visuel affecte non seulement l’intégration des traits faciaux en une représentation holistique, mais également le codage de traits localisés. C'est pourquoi les données actuelles de la littérature spécialisée incitent à envisager la possible intervention d’autres facteurs explicatifs.

## Tests et prise en charge
Il existe de nombreux tests qui permettent une évaluation diagnostique de la pathologie, dont un certain nombre sont issus de sites de vulgarisation depuis que le phénomène est devenu médiatique.
- Test de reconnaissance des visages de Benton et van Allen (Benton-Van Allen Facial Recognition Test, 1968)[1], fondé sur l’appariement de visages identiques présentés sous différents angles
- Test de reconnaissance et de mémorisation des visages (Recognition Memory Test for Faces, RMF, Warrington, 1984)[10]
- Test de mémorisation des visages de Cambridge (Cambridge Face Memory Test ou CFMT, 2011)[11] de Duchaine et Nakayama
- Test CELEB (2014), appariement des visages de personnalités médiatiques[12]
- Test de mémorisation des visages fondé sur l'apparition (Exposure Based Face Memory Test ou EBFMT, 2011)[13]
- Indice de prosopagnosie (PI20, 2015), questionnaire d'auto-évaluation en 20 points[14]. Moins de 1,5% de la population générale obtient un score supérieur à 65 au PI20[15].
- Test de détection de la prosopagnosie (2025) : Questionnaire d’auto-évaluation en 20 questions. Les personnes prosopagnosiques obtiennent généralement un score supérieur à 30 points[16].

La prise en charge de la prosopagnosie est longue et apporte pour l'instant peu de résultats. L’échec de la rééducation est probablement lié à la méconnaissance des mécanismes responsables du déficit.

## Personnalités publiques
Le neurologue Oliver Sacks parle de sa propre prosopagnosie dans son ouvrage L’Œil de l'esprit (2010). Il cite également le cas de la primatologue Jane Goodall, dont le déficit de reconnaissance faciale concerne autant les humains que les primates qu'elle étudie,.
En sont également porteurs :
- les acteurs Aude Gogny-Goubert, Luciano De Crescenzo, Stephen Fry[19],[20] et Brad Pitt[21]
- l'essayiste Éric Naulleau[22]
- les journalistes Philippe Vandel et Bruno Patino
- l'humoriste Élodie Poux[23]
- le Premier ministre britannique Lord Salisbury[24]
- la princesse Victoria de Suède[25],[26]
- le cofondateur d'Apple Steve Wozniak[27]
- l'auteur de bande dessinée Boulet[28]
- le peintre de portraits Chuck Close[29]

## Dans la fiction
- Dans My Holo Love (나 홀로 그대, 2020), série télévisée de science-fiction romantique sud-coréenne en 12 épisodes, l'héroïne Han So Yeon est atteinte de prosopagnosie.
- Dans Les mille visages de notre histoire (Gallimard, 2018), roman de Jennifer Niven, le héros Jack est atteint de prosopagnosie.
- Dans Visages inconnus (Faces in the Crowd, 2011), film d'angoisse américain de Julien Magnat, l'héroïne est victime d'une tentative de meurtre et se réveille prosopagnosique tandis que le tueur est sur ses traces.
- Dans The Secret Life of My Secretary, série télévisée sud-coréenne de 2019, le héros Do Min-Ik est atteint de prosopagnosie à la suite d'un accident.
- Dans le jeu vidéo 999: Nine Hours, Nine Persons, Nine Doors, l'un des neuf personnages, Lotus, parle de cette maladie et un autre, Ace, est atteint de prosopagnosie.
- Dans The Beauty Inside (뷰티 인사이드, 2018), série télévisée romantique sud-coréenne en 16 épisodes, l'un des deux héros, directeur d'une compagnie d'aviation, souffre de prosopagnosie après un accident.
- Dans Color Rush (컬러 러쉬, 2021), série télévisée sud-corénne en 8 épisodes, Go Yoohan, l'un des deux personnages principaux, est atteint de prosopagnosie depuis sa naissance.
- Dans Les Carnets De L'Apothicaire, un light novel japonais, Lakan, le père de la protagoniste, est atteint de prosopagnosie depuis sa naissance, où il voit les visages comme des pièces d'échecs ou des pièces du jeu de Go.
- Dans Phoenix Wright Ace Attorney : Spirit of Justice, Inga Karkhuul Khura'in est atteint de prosopagnosie.
- Dans Stat, série télévisée diffusée à Radio-Canada, un des personnages est atteint de cette maladie à la suite de la morsure d'une araignée de Sydney.
- Dans le Webtoon How Far Can We Go ?, le personnage principal masculin, Sahyeon, est atteint de prosopagnosie depuis un accident dans son enfance.
- Dans Brilliant Minds (2024), série médicale américaine où le personnage principal Oliver Wolf est atteint de prosopagnosie.